# Giancarlo Masini
Giancarlo Masini (San Giovanni Valdarno, 7 giugno 1928 – Milano, 13 gennaio 2003) è stato un giornalista e scrittore italiano.

## Biografia
Laureato in Chimica fisica, fondatore e per lungo tempo presidente dell'Unione dei Giornalisti Scientifici Italiani (UGIS), è stato inviato speciale e corrispondente dagli Stati Uniti per il Corriere della Sera, il Giornale Nuovo e La Stampa, e Console per gli Affari Scientifici a San Francisco. È autore di oltre 4000 articoli pubblicati su quotidiani, riviste ed enciclopedie italiane e straniere (sul solo archivio online del Corriere della Sera ve ne sono più di 900 consultabili), e di 30 libri, molti dei quali tradotti in varie lingue.
Per la sua attività giornalistica, Giancarlo Masini è ricordato come l'inventore delle pagine di divulgazione scientifica sui quotidiani.
"Giancarlo, padre dell’UGIS, è stato il protagonista della nascita della prima pagina scientifica su un quotidiano, il Corriere della Sera. È stato un grande divulgatore con articoli e libri e un 'maestro' nel raccontare la scienza. In lui tutto nasceva da una grande cultura e da una straordinaria passione. Aggiungo il ricordo di un magnifico carattere coinvolgente che trasmetteva entusiasmo per il nostro lavoro di giornalisti scientifici." (Giovanni Caprara, presidente UGIS)
Fu il primo giornalista italiano ad essere invitato dalla NASA a visitare tutte le basi e i laboratori spaziali americani. Da allora Masini ha anche seguito puntualmente tutte le varie imprese spaziali, scrivendo un gran numero di articoli - prima sul Corriere della Sera (1964-74) poi su Il Giornale (1974-82), La Stampa (1982-91) e infine di nuovo sul Corriere della Sera (1991-2002) - nonché svariati libri su questi e altri argomenti di divulgazione scientifica. L'attività di ricerca scientifica di Giancarlo Masini, invece, ha riguardato le cinetiche di reazione e i fenomeni della superficie indagati attraverso varie metodologie e in particolare con sistemi radiochimici, oltre alle ricerche sui "fenomeni fluttuanti", e che sono stati oggetto di varie pubblicazioni scientifiche in Italia e all'estero.
Rimasto orfano di padre nel 1944 in seguito a una rappresaglia nazista sulla popolazione civile, riuscì a concludere il liceo classico lavorando come precettore al Collegio fiorentino "alla Querce" dei Padri Barnabiti. Con il denaro ottenuto in prestito da un parente poté poi iscriversi all'Università di Firenze, al Corso di Laurea in Chimica. Essendo obbligatoria la presenza alle lezioni e in laboratorio, si dovette cercare un lavoro notturno per mantenersi agli studi.
Dopo varie esperienze trovò un posto di cronista notturno in un giornale di Firenze, Il Mattino dell'Italia Centrale (divenuto poi il Giornale del Mattino). A partire dal secondo anno di università Masini ottenne una borsa di studio dell'Opera Universitaria, insufficiente però al suo mantenimento e a quello di sua madre, con cui viveva. Continuò quindi a lavorare al giornale parallelamente agli studi universitari, convinto però che la sua professione sarebbe stata quella di chimico. Si laureò in Chimica fisica nel 1958 a pieni voti, avanzando contemporaneamente nella carriera giornalistica - da cronista, a vice capo cronista, a inviato speciale - e facendo esperienza in ogni settore della redazione.
Divenuto ormai assistente presso l'Istituto di Chimica-Fisica dell'Università, Masini stava per lasciare l'attività giornalistica quando l'allora sindaco di Firenze Giorgio La Pira, con cui egli collaborava insieme a molti altri giovani, gli fece notare che poteva unire il suo background scientifico alla sua esperienza giornalistica. Secondo La Pira, i mass-media avrebbero avuto sempre più bisogno di divulgatori preparati per far comprendere al pubblico conquiste, problemi e conseguenze dell'attività scientifica e tecnologica. Masini seguì questo consiglio continuando nella sua duplice attività di chimico e di giornalista, e da quel momento scrisse quasi esclusivamente articoli di divulgazione scientifica.
Nel 1960, utilizzando anche delle ferie non godute e impegnandosi a scrivere un certo numero di articoli, Masini ottenne dal giornale il permesso di recarsi per quattro mesi all'Osservatorio Geofisico di Tromsø (600 km a Nord del Circolo polare artico). Lì creò per conto dell'Istituto di Chimica-Fisica dell'Università di Firenze una stazione per lo studio dei "fenomeni fluttuanti" scoperti da Giorgio Piccardi, con cui Masini collaborava. I risultati di quelle ricerche vennero poi presentati dallo stesso Piccardi e da Masini nel corso di conferenze e seminari in varie università scandinave.
Nel 1961 Masini partecipò assieme all'astrofisico Guglielmo Righini alla prima spedizione al mondo per osservare un'eclisse di Sole da un osservatorio volante (un aereo militare messo a disposizione per l'occasione) a oltre 5000 m di quota. Quell'esperienza aprì la via alla scoperta fatta poi in USA dallo stesso Righini, delle "zone fredde" della cromosfera solare.
Sempre nel 1961, con altri 11 ricercatori, Masini fece parte di un'altra spedizione, la "700 ore sotto terra" - un mese in una caverna nelle Alpi Cozie - per partecipare a uno studio completo di carattere bio-ambientale in quel particolare ambiente, situato sotto 1500 m di roccia. Nel 1962 partecipò a una spedizione in un'altra caverna nelle Alpi Cozie - l'"Operazione Tempo" - con lo stesso gruppo di ricercatori, per lo studio delle soglie visive e delle percezioni temporali in assenza di variazioni termiche, luminose e di umidità. Sempre con lo stesso gruppo di ricercatori, per lo studio dei "fenomeni fluttuanti", fu membro di una successiva impresa scientifica - l'"Operazione Ghiaccio" - sul Monte Bianco, in una caverna di ghiaccio sotto il Dente del Gigante. Per queste imprese e per i risultati delle relative ricerche, ai partecipanti fu assegnato il Premio Scientifico Internazionale dei Convegni della Salute dell'Università di Ferrara.
Dal Giornale del Mattino, nel 1965 Masini passò al Corriere della Sera, dove inventò le pagine dedicate alla scienza e alla tecnologia poi imitate dagli altri quotidiani italiani e stranieri, collaborando anche alla Domenica del Corriere. La sua attività all'Università di Firenze andò comunque avanti fino al 1970, e Masini fece il pendolare tra Firenze e Milano dove nel frattempo si era stabilito con la famiglia. Nel 1966 fu tra i fondatori dell'Unione dei Giornalisti Scientifici Italiani (UGIS) e ne fu eletto presidente. Fu riconfermato nella stessa carica fino al 1984, quando essendosi trasferito negli Stati Uniti fu eletto all'unanimità presidente onorario, carica che ricoprì fino alla morte. Fu fondatore e presidente per due mandati dell'Unione europea dei Giornalisti Scientifici (EUSJA).
Nel 1974 Masini fu chiamato da Indro Montanelli con un piccolo gruppo scelto di redattori del Corriere della Sera, per la fondazione del Giornale Nuovo. In quel quotidiano rimase, come inviato speciale e capo servizio, responsabile delle pagine della scienza, fino al 1982 quando passò a La Stampa su invito del direttore Giorgio Fattori.
Nel 1982 vinse il concorso per la posizione di Console per gli Affari Scientifici nella West Coast americana, presso il Consolato italiano di San Francisco. Trasferitosi lì nel 1983, negli anni successivi contribuì a creare e mantenere le relazioni tra l'Italia e il mondo scientifico e tecnologico americano. Anche nei suoi articoli di quegli anni, apparsi su La Stampa, si trovano i traguardi e le scoperte di università, aziende e start-up della Silicon Valley, e le storie degli scienziati e tecnologi italiani negli USA (i cosiddetti "cervelli in fuga"). Masini fu anche professore part-time alla California State University, dove per alcuni anni tenne un corso di "Italian Civilization" presso il Campus di Sacramento.
Dopo la conclusione della sua attività diplomatica nel 1991, Masini tornò a scrivere per il Corriere della Sera su invito del direttore Ugo Stille, rimanendo però a San Francisco. Continuerà a scrivere sul Corriere fino al 2002, pochi mesi prima della sua morte. È di quel periodo anche l'attività di consulente scientifico per il CNR (Consiglio Nazionale delle Ricerche). Divenuto membro del "gruppo dei 1000" della NIAF (National Italian American Foundation), nel 1992 entrò nel Board of Directors del "NIAF Media Institute". Negli anni novanta prese la cittadinanza statunitense, mantenendo quella italiana. In quegli anni si dedicò allo studio delle radici europee, e fiorentine in particolare, degli Stati Uniti. Nel 1998, nel libro L'America fu concepita a Firenze (scritto assieme a Iacopo Gori) raccontò le storie di Amerigo Vespucci, Giovanni da Verrazzano e Filippo Mazzei, i tre fiorentini che "plasmarono" il nuovo continente e gli Stati Uniti. Di questo libro curerà anche la traduzione in inglese, e il libro verrà pubblicato in USA col titolo accattivante How Florence Invented America. ("[This book] makes a valuable contribution to the study and enjoyment of our nation's history. It is a well-written reminder of the debt we owe to the Italian people for more than five hundred years of cultural inspiration and nourishment... a dazzling reminder of the unique power of the great City of Florence." Mario M. Cuomo, 19/7/1999)
Nell'ottobre del 1998 venne eletto presidente del COM.IT.ES. (Comitato degli Italiani all'Estero) per la circoscrizione consolare di San Francisco. Manterrà questa carica fino al 2002, quando rassegnerà le dimissioni per le sue peggiorate condizioni di salute. Si spense a Milano nel gennaio 2003.
Molti dei libri da lui scritti, e pubblicati da Giunti, Arnoldo Mondadori Editore, UTET, SEI, De Agostini, La Sorgente, Bonechi Editore e Marsilio Publishers, sono stati tradotti in varie lingue. Fra questi, un posto importante spetta a Marconi, la biografia di Guglielmo Marconi, che vinse il premio "Campione d'Italia" nel 1976 e fu dichiarato "il più bel libro dell'anno" dalla giuria presieduta da Eugenio Montale. Quell'opera, uscita anche in USA negli anni novanta, ha ispirato vari documentari cinematografici e televisivi su Marconi, realizzati in Europa e nel Nord America. Tra i molti altri suoi libri: Il romanzo dell'Universo (rielaborazione di un'inchiesta pubblicata sulla Domenica del Corriere), Terra - Luna anno I (scritto assieme a Guglielmo Righini), Storia della matematica, La rivincita di Icaro (storia dell'astronautica, con la prefazione di Wernher Von Braun che si complimentò per il lavoro fatto), Gli architetti delle molecole (storia della chimica), Un codice per l'Universo (storia della fisica), il testo di SOS per il pianeta Terra (messaggio ecologico ai bambini di tutto il mondo, tra i primi libri su questo argomento usciti negli anni settanta), Le piste della ricerca (raccolta di biografie di scienziati e tecnologi italiani in USA, scritto assieme a Paola de Paoli). Nel 2004 è stata pubblicata una raccolta di suoi articoli curata dall'UGIS, dal titolo La scienza nel quotidiano (con prefazione di Ferruccio de Bortoli).
Masini fu a capo del servizio informazioni e stampa dei meeting COSPAR (COmmittee on SPAce Research) nel 1961 e nel 1964, tenutisi a Firenze. Fu anche capo dell'ufficio stampa del World Cancer Congress nel 1974, tenutosi anch'esso a Firenze, dirigendone il giornale scientifico in lingua inglese (Daily Congress). Nel 1981 fu Co-chairman della "Convention on Space and Mass-Media" della International Astronautical Federation. Per alcuni anni ha diretto La rivista della California, organo bilingue degli italoamericani della West Coast.
Per la RAI ha curato negli anni settanta alcune serie della storica trasmissione "Sapere"; tra le altre, quella dedicata alle missioni spaziali degli anni sessanta e allo sbarco sulla Luna. Ha anche collaborato con altre emittenti, in particolare con Telemontecarlo all'interno dei notiziari del Giornale Nuovo, con la RTSI (Radio Televisione Svizzera Italiana), e con la CBC (Canadian Broadcasting Corporation).
Il 2 luglio 2022 il Comune di San Giovanni Valdarno gli ha dedicato una via.

## Opere
- G. Masini, G. Guarini, Gazz. Chim. Ital., 1959, 89, 2336.
- G. Masini, Gazz. Chim. Ital., 1960, 90, 1343.
- Giorgio Piccardi, G. Masini, "I tests chimici in zona aurorale", Geofisica e meteorologia, vol. IX n. 1-2, 1961.
- G. Masini, "La spedizione '700 ore sottoterra': i tests chimici Piccardi in ambiente ipogeo", Geofisica e meteorologia, vol. X n. 5-6, 1962.
- G. Masini, "Ricerche speleologiche", Civiltà delle macchine, n. 2, marzo-aprile 1963.
- G. Masini, "La chimica-fisica spaziale", Civiltà delle macchine, n. 5, settembre-ottobre 1963.
- Viaggio nel mondo degli atomi - Milano, Mondadori, 1968;
- La grande avventura dello spazio - Milano, De Agostini, 1969;
- La conquista della Luna - Milano, De Agostini, 1969;
- G. Masini-Guglielmo Righini, Terra-Luna anno I - Milano, Mondadori, 1969;
- Il romanzo dell'Universo - Firenze, Giunti, 1971 (Tradotto in 4 lingue, compreso il giapponese);
- Gli architetti delle molecole - Firenze, Giunti, 1972 (Storia della chimica, con prefazione del premio Nobel Giulio Natta[13]);
- Sulle tracce della vita - Firenze, Giunti, 1973 (Storia della biologia: dal mito alla moderna genetica, con introduzione del premio Nobel Salvador Luria);
- La rivincita di Icaro - Firenze, Giunti, 1973 (Storia dell'astronautica, con prefazione di Wernher von Braun);
- Sulla giostra delle stelle - Firenze, Giunti, 1974 (Storia dell'astronomia, con prefazione di Giorgio Abetti);
- L'altra faccia del progresso - Firenze, Giunti, 1974 (Una vasta panoramica sui problemi ecologici rispetto alle responsabilità dell'uomo);
- Il romanzo dei numeri - Firenze, Giunti, 1974; II ed. (Storia della matematica), Torino, SEI, 1997 (Storia della matematica, tradotta in sei lingue, con prefazione di Alessandro Faedo);
- Giorgio Tabarroni-Rinaldo De Benedetti-G. Masini, Marconi - cento anni dalla nascita, Roma, ERI, 1974;
- Alessandro Pacini-G. Masini (testo), SOS per il pianeta Terra - Firenze, Giunti, 1975 (Compendio di ecologia per i bambini delle prime classi elementari, tradotto in 22 lingue; l'edizione italiana ebbe la prefazione di Amintore Fanfani, quella finlandese del Presidente Urho Kekkonen);
- Un codice per l'Universo - Firenze, Giunti, 1975 (Storia della fisica, con prefazione di Enzo Ferroni);
- Marconi - Torino, UTET, 1975; ed. americana con prefazione del premio Nobel Emilio Segré, New York, Marsilio Publishers, 1995 (Biografia di Guglielmo Marconi - premio "Campione d'Italia" 1976 - dichiarato "il più bel libro dell'anno");
- I ricercatori del cielo - Milano, La Sorgente, 1976 (Le vicende della ricerca astronomica e astrofisica contemporanea);
- Karl Winnacker (ed. italiana e prefazione di G. Masini), Non perdersi mai d'animo - Milano, Il ponte, 1976 (titolo originale: Nie den Mut verlieren - Düsseldorf-Vienna, Econ Verlag, 1971, autobiografia di Karl Winnacker chimico e manager tedesco);
- Dall'uomo alle stelle - Milano, Mondadori, 1977 (Storia dell'evoluzione del nostro Sistema Solare e del nostro pianeta fino alla comparsa dell'uomo e alla sua attività nell'epoca moderna);
- L'operazione ghiaccio - Firenze, Giunti Bemporad, 1978 (Resoconto delle ricerche chimiche per la biologia);
- Leonardo da Vinci - The Genius and Self Made Man - Milano, IPSOA, 1981 (Breve biografia di Leonardo da Vinci);
- Giuseppe Gabrielli (editing e note di copertina di G. Masini), Una vita per l'aviazione - Ricordi di un costruttore di aeroplani - Torino, Bompiani, 1982 (autobiografia di Giuseppe Gabrielli pioniere dell'ingegneria aeronautica italiana, con prefazione di Gianni Agnelli);
- La ricerca scientifica negli USA - Roma, Ministero degli Affari Esteri, 1983 (Un vasto rapporto sullo stato dell'arte della scienza americana);
- G. Masini-Paola de Paoli, Le piste della ricerca - Roma-Milano, CNR, 1986 (Compendio di rapide biografie degli scienziati italiani e italoamericani);
- G. Masini-Paola de Paoli, Le piste della ricerca - la sfida dell'Europa - Roma-Milano, CNR, 1987 (Compendio di biografie e di traguardi raggiunti da manager, tecnologi e scienziati italiani e italoamericani);
- La ricerca scientifica negli Stati Uniti - Roma, Ministero degli Affari Esteri-CNR, 1988;
- Le dimensioni transculturali dell'etica medica - Roma, Fidia Biomedical Foundation, 1991 (Compendio di bioetica a seguito del convegno organizzato negli Stati Uniti dalla Fidia Research Foundation e dalla National Academy of Sciences);
- Scienziati e tecnologi italiani in California, Roma, Consiglio Nazionale delle Ricerche, 1992;
- Paolo Manzelli-G. Masini-Mariagrazia Costa, I segreti dell'acqua - L'opera scientifica di Giorgio Piccardi - Roma, Di Renzo, 1994;
- G. Masini-Iacopo Gori, L'America fu concepita a Firenze - Firenze, Bonechi, 1998; ed. americana (How Florence Invented America), New York, Marsilio Publishers, 1999. (Alla scoperta delle radici "fiorentine" degli USA attraverso le storie dei tre fiorentini che aiutarono a plasmare l'America: Amerigo Vespucci, Giovanni da Verrazzano, Filippo Mazzei);
- La scienza nel quotidiano - Milano, UGIS, 2004 (raccolta postuma di articoli a cura dell'UGIS, con prefazione di Ferruccio de Bortoli).

## Premi e riconoscimenti
- Targa d'oro per la divulgazione scientifica della "Rassegna internazionale elettronica e nucleare" - Roma, 1961;
- Il Premiolino - Milano, 1966 (per una serie di articoli su Amica, tra i primi in Italia, sulla pillola anticoncezionale);
- Premio per la cultura, della Presidenza del Consiglio dei Ministri - Roma, 1967;
- Premio Biblioteche Popolari Italiane - 1972;
- Premio speciale Saint-Vincent - 1972 (per Viaggio nel mondo degli atomi, giudicato "il miglior libro per ragazzi");
- Medaglia d'oro - civica benemerenza (Ambrogino d'oro) - Comune di Milano, 1972[14];
- Medaglia d'oro della Columbus International Association per la divulgazione scientifica - 1973;
- Premio Monza, Unione Italiana Ciechi - 1974 (per Gli architetti delle molecole, scelto come miglior libro per la traduzione in Braille);
- Premio Grafitalia - 1974 (per la migliore descrizione delle nuove tecnologie destinate ai mass-media);
- Premio "Campione d'Italia" - 1976 (per Marconi, giudicato "il miglior libro dell'anno");
- Medaglia d'oro Maser - 1977 (per la divulgazione scientifica);
- Premio Scarfoglio - 1978 (per il giornalismo);
- Premio Dorso - 1982 (per il giornalismo scientifico);
- Premio "Salve qualità della vita" - 1982 (per la divulgazione delle scienze biologiche in difesa della qualità della vita);
- Premio "Bargellini" - Firenze, 1986 (per il giornalismo scientifico e il servizio civile prestato durante l'alluvione di Firenze);
- IX Premio “Glaxo” per la divulgazione scientifica - 1989;
- Premio internazionale per l'"Educazione creativa" - 1990;
- Premio internazionale "Filippo Mazzei" - 1992 (per l'attività svolta a favore della cooperazione fra Italia e USA nel campo scientifico e tecnologico);
- Premio "Valdarno d'argento" - Comune di San Giovanni Valdarno, 1993 (in riconoscimento del suo lavoro in Italia e all'estero).